# Eruguera de la Reunió
L'eruguera de la Reunió (Lalage newtoni) és una espècie d'ocell de la família dels campefàgids (Campephagidae).
Habita els boscos de l'Illa de la Reunió, a la zona occidental de les illes Mascarenyes.
Ha estat desplaçada recentment des del gènere Coracina fins Lalage.